# Vlag van Hogebeintum

Vlag van Hogebeintum

De vlag van Hogebeintum is de dorpsvlag van het Nederlandse dorp Hogebeintum, in de Friese gemeente Noardeast-Fryslân. De vlag werd in 2018 geregistreerd.

## Beschrijving
De beschrijving van de vlag is als volgt:
Geel met een groen trapezium, uitgaande van de broekzijde, de kleine basis op 1/3 vlaglengte, met een hoogte van 1/2 vlaghoogte; daarop aansluitend een rode baan met een lengte van 1/3 vlaglengte, uitlopende van 2/3 vlaglengte in een punt aan het midden van de vlag; over het groen en rood een gaande gele leeuw.
De kleuren zijn afkomstig van het dorpswapen.

## Symboliek
- Trapezium: duidt op de terp waar het dorp op gelegen is, de hoogste terp van Nederland.[1]

Rode baan met punt: vereenvoudigde weergave beeldt de kerk van Hogebeintum.
- Leeuw: afkomstig van het wapen van de familie De Schepper, voormalig eigenaar van de Harsta State.[1]